# Liste der Biografien/Blab
Liste der Biografien |
Portal Biografien |
Personensuche
# |
A |
B |
C |
D |
E |
F |
G |
H |
I |
J |
K |
L |
M |
N |
O |
P |
Q |
R |
S |
T |
U |
V |
W |
X |
Y |
Z |
?
 
Ba |
Be |
Bd |
Bg |
Bh |
Bi |
Bj |
Bl |
Bm |
Bn |
Bo |
Br |
Bs |
Bu |
Bw |
By |
Bz
 
Bla |
Ble |
Bli |
Blj |
Blk |
Bll |
Blo |
Blu |
Bly
 
Blaa |
Blab |
Blac |
Blad |
Blae |
Blaf |
Blag |
Blah |
Blai |
Blaj |
Blak |
Blal |
Blam |
Blan |
Blaq |
Blar |
Blas |
Blat |
Blau |
Blav |
Blaw |
Blax |
Blay |
Blaz
Die Liste der Biografien führt alle Personen auf, die in der deutschsprachigen Wikipedia einen Artikel haben. Dieses ist eine Teilliste mit 6 Einträgen von Personen, deren Namen mit den Buchstaben „Blab“ beginnt.

## Blab
- Blab, Olaf (* 1964), deutscher Basketballspieler
- Blab, Uwe (* 1962), deutscher Basketballspieler

### Blabj
- Blåbjerg, Jakob (* 1995), dänischer Fußballspieler

### Blabl
- Blabl, Norbert (* 1965), deutscher Fußballspieler

### Blabo
- Blabolil, Franz (1920–1992), österreichischer Politiker (SPÖ), Landtagsabgeordneter
- Blaboll, Gerhard (* 1958), österreichischer KabarettistGerhard Blaboll (* 1958)

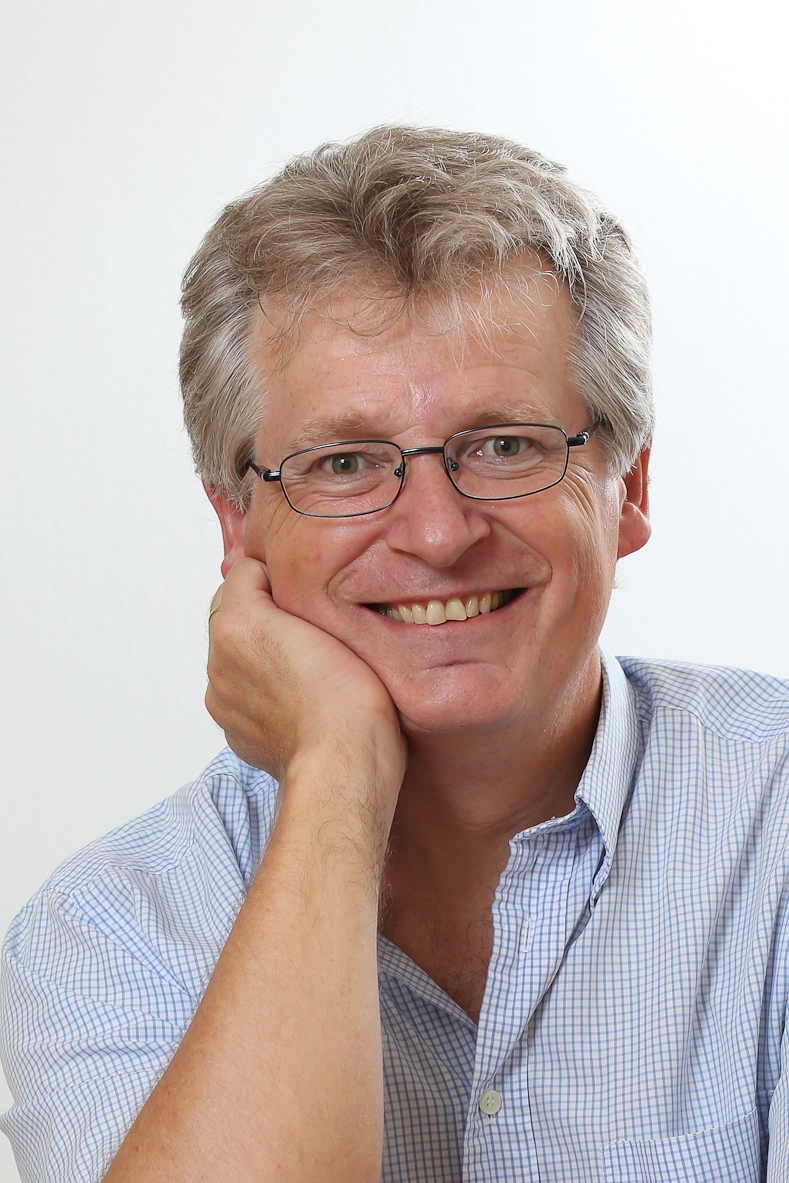
Gerhard Blaboll (* 1958)